# William Dickey (Schriftsteller)
William Hobart Dickey (* 15. Dezember 1928; † 3. Mai 1994) war ein US-amerikanischer Dichter, Autor und Hochschullehrer für Englisch an der San Francisco State University.

## Leben
Dickey wurde 1928 in Bellingham, Washington, geboren. Er wuchs in den Bundesstaaten Washington und Oregon auf. Dickey besuchte das Reed College, wo er 1951 graduierte. Dickey begann Romane zu schreiben und erhielt eine Woodrow Wilson Fellowship. Er studierte an der Harvard University, wo er 1955 seinen Master of Arts erreichte, und danach an der University of Iowa, wo er 1956 mit einem Master of Fine Arts abschloss. Unterstützt durch das Fulbright-Programm studierte er danach am Jesus College an der University of Oxford von 1959 bis 1960.
Dickey lebte mit seinem Lebensgefährten Leonard Sanazaro, der am City College of San Francisco unterrichtete, zusammen. Dickey war unter anderem ein Student bei John Berryman am Iowa Writers'Workshop.
1959 wurde die erste Sammlung der Gedichte Of the Festtivity von W.H. Auden als Sieger des Literaturwettbewerbes Yale Series of Younger Poets Competition ausgewählt.
Seine Gedichtsammlung More Under Saturn gewann 1972 die Silbermedaille beim Commonwealth Club of California und die Gedichtsammlung The Rainbow Grocery erhielt den Juniper Preis von der University of Massachusetts Press.
Dickey war Ausbilder für englische Sprache an der Cornell University von 1956 bis 1959. Danach war er von 1960 bis 1962 an der Denison University tätig. 1962 erhielt er eine Anstellung als Professor für Englisch an der San Francisco State University, wo er bis zu seiner Pensionierung im Jahre 1991 unterrichtete. 1994 verstarb Dickey im Kaiser Hospital in San Francisco an den Folgen von AIDS.

## Werke (Auswahl)
- Of the Festivity (Yale University Press, 1959)
- Interpreter's House (Ohio State University Press, 1963)
- Rivers of the Pacific Northwest (Twowindows Press, 1969)
- More Under Saturn (Wesleyan University Press, 1971)
- Sheena (Funge Art Centre, Gorey, Irland, 1975)
- The Rainbow Grocery (University of Massachusetts Press, 1978)
- The Sacrifice Consenting (Pterodactyl Press, 1981)
- Six Philosophical Songs (Pterodactyl Press, 1983)
- Joy (Pterodactyl Press, 1983)
- Brief Lives (Heyeck Press, 1985)
- The King of the Golden River (Pterodactyl Press, 1985)
- In the Dreaming (University of Arkansas Press, 1994)
- The Education of Desire (University Press of New England, 1996)

Seine Gedichte sind in verschiedenen Anthologien erschienen:
- The Best American Poetry 1996, ("The Arrival of the Titanic")
- The Best American Poetry 1997, ("The Death of John Berryman")